# Lefki

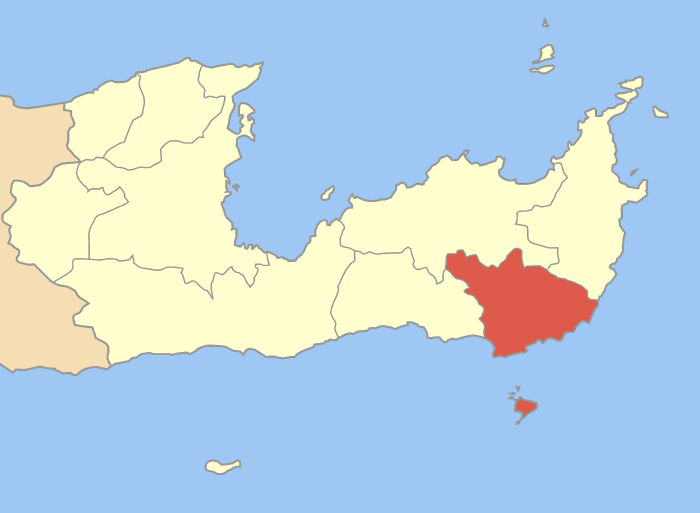
El municipi de Lefki a la prefectura de Lassithi

Lefki (grec Λεύκη) és un municipi a l'extrem sud-est de l'illa grega de Creta, a la prefectura de Lassithi. Inclou l'illa de Kufonissi.
Té una població d'uns 2 mil habitants. La capital del municipi és Ziros.